# Marcos Aurélio de Oliveira Lima
Marcos Aurélio de Oliveira Lima (Cuiabá, 10 de febrero de 1984), más conocido como Marcos Aurélio es un futbolista brasileño que juega como centrocampista en el Coritiba en la Campeonato Brasileño de Serie A.

## Palmarés

### Como jugador

#### Torneos regionales
| Título                | Club             | Estado             | Año  |
| --------------------- | ---------------- | ------------------ | ---- |
| Campeonato Paulista   | SC Corinthians   | São Paulo          | 2003 |
| Campeonato Goiano     | Vila Nova FC     | Goiás              | 2005 |
| Campeonato Paulista   | Santos FC        | São Paulo          | 2007 |
| Campeonato Paranaense | Coritiba FBC     | Paraná             | 2010 |
| Campeonato Paranaense | Coritiba FBC     | Paraná             | 2011 |
| Campeonato Gaúcho     | SC Internacional | Río Grande del Sur | 2012 |
| Copa do Nordeste      | Ceará SC         | Región Nordeste    | 2015 |

#### Torneos nacionales
| Título  | Club             | País   | Año  |
| ------- | ---------------- | ------ | ---- |
| Serie C | União Barbarense | Brasil | 2004 |
| Serie B | Coritiba FBC     | Brasil | 2010 |